# مايك ديلونج
مايك ديلونج (بالإنجليزية: Mike DeLong)‏ هو لاعب كرة قدم أمريكية أمريكي، ولد في 10 يونيو 1952.